# Партия на мира и демокрацията
Партия на мира и демокрацията (на турски: Barış ve Demokrasi Partisi; на кюрдски: Partiya Aştî û Demokrasiyê, BDP) е политическа партия в Турция, основана на 2 май 2008 година. Председател на партията е Селахатин Демирташ. През 2014 година се влива в Демократичната партия на народите.

## Председатели
- Мустафа Айзит (2 май 2008 – 7 септември 2008)
- Демир Челик (7 септември 2008 – 1 февруари 2010)
- Селахатин Демирташ (1 февруари 2010 – 11 април 2011)
- Хамит Гейлани (21 април 2011 – 4 септември 2011)
- Селахатин Демирташ (от 4 септември 2011)